# ケーキ数

ケーキを4回のスライスで15個に分けるための切断面の配置を示す動画。14個のピースはもとのケーキの表面に触れており、1つの四面体は内部から切り出される。

数学において、ケーキ数（ケーキすう、英: cake number）は、3次元の立方体を決まった枚数の平面で分割して作れる領域の個数の最大値になっているような整数である。平面が n 枚のときのケーキ数はしばしば記号 Cn で表される。立方体の形をしたケーキをナイフでスライスすることに見立ててこの名前で呼ばれる。
n=0, 1, 2, ... に対する Cn の値は順に1, 2, 4, 8, 15, 26, 42, 64, 93, ...である（オンライン整数列大辞典の数列 A000125）。
ケーキの形が立方体であることは重要な要請ではない。ケーキが直方体や円柱や球体であるとしてもこれと同じ数列が得られる。さらに、無限に広い3次元空間全体を平面で分割するときの領域の個数の最大値もこれと同じ数列となる。
2次元における怠けた仕出し屋の数列の3次元における類似である。ケーキ数列の階差は怠けた仕出し屋の数列になる。

## 一般の公式
n! が階乗を表し、二項係数を
{\displaystyle {n \choose k}={\frac {n!}{k!\,(n-k)!}},}
と表すとしよう。立方体を分割するために n 枚の平面が使えると仮定すると、ケーキ数は次のようになる。
{\displaystyle C_{n}={n \choose 3}+{n \choose 2}+{n \choose 1}+{n \choose 0}={\frac {1}{6}}(n^{3}+5n+6).}